# Ekspedycja 33
Ekspedycja 33 – stała załoga Międzynarodowej Stacji Kosmicznej, która sprawowała swoją misję od 16 września do 18 listopada 2012 roku. Ekspedycja 33 rozpoczęła się wraz z odłączeniem od stacji statku Sojuz TMA-04M i trwała do odcumowania od ISS statku Sojuz TMA-05M.

## Załoga
Astronauci Jurij Malenczenko, Sunita Williams i Akihiko Hoshide przybyli na ISS 17 lipca 2012 roku na pokładzie Sojuza TMA-05M i weszli w skład Ekspedycji 32. Po odłączeniu od stacji Sojuza TMA-04M stali się oni członkami 33. stałej załogi ISS. Początkowo znajdowali się oni na stacji jedynie w trójkę. 25 października 2012 roku dołączyli do nich Oleg Nowicki, Kevin Ford i Jewgienij Tariełkin, którzy przybyli na pokładzie Sojuza TMA-06M.
Gdy 18 listopada 2012 roku Sojuz TMA-05M odłączył się od stacji z Malenczenką, Williams i Hoshide na pokładzie, zakończyła się misja Ekspedycji 33. Jednocześnie kosmonauci Nowicki, Ford i Tariełkin przeszli w skład 34. stałej załogi ISS.
| Funkcja              | Pierwsza część (16.09-25.10.2012)             | Druga część (25.10-18.11.2012)                  |
| -------------------- | --------------------------------------------- | ----------------------------------------------- |
| Dowódca              | Sunita Williams, NASA 2. lot kosmiczny        | Sunita Williams, NASA 2. lot kosmiczny          |
| Inżynier pokładowy 1 | Jurij Malenczenko, Roskosmos 5. lot kosmiczny | Jurij Malenczenko, Roskosmos 5. lot kosmiczny   |
| Inżynier pokładowy 2 | Akihiko Hoshide, JAXA 2. lot kosmiczny        | Akihiko Hoshide, JAXA 2. lot kosmiczny          |
| Inżynier pokładowy 3 |                                               | Kevin Ford, NASA 2. lot kosmiczny               |
| Inżynier pokładowy 4 |                                               | Oleg Nowicki, Roskosmos 1. lot kosmiczny        |
| Inżynier pokładowy 5 |                                               | Jewgienij Tariełkin, Roskosmos 1. lot kosmiczny |

## Spacer kosmiczny

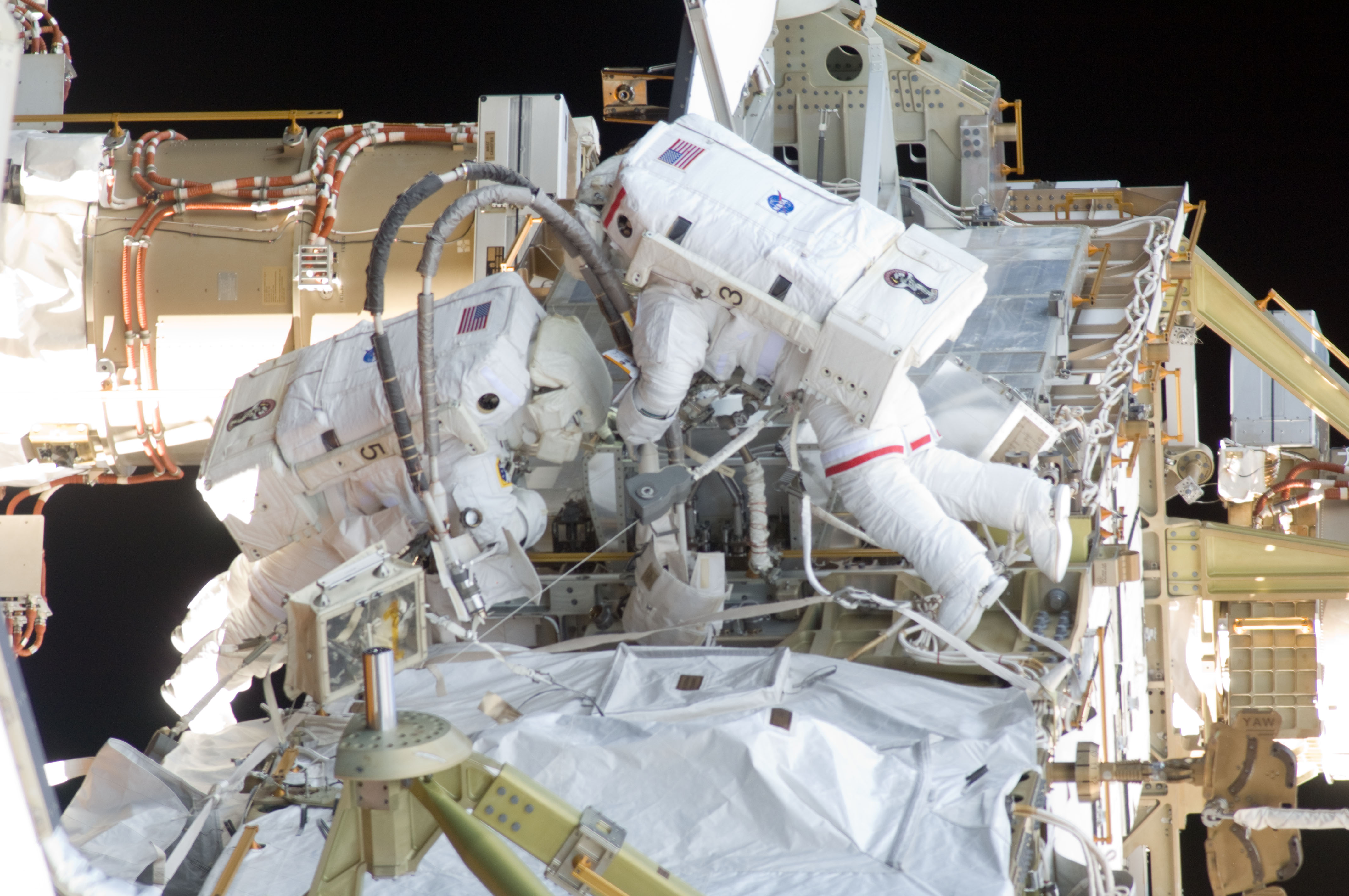
Sunita Williams (z prawej) i Akihiko Hoshide podczas prac na zewnątrz stacji

W ramach Ekspedycji 33 wykonano jeden spacer kosmiczny. Rozpoczął się on 1 listopada 2012 roku o 12:29, gdy astronauci Sunita Williams i Akihiko Hoshide, ubrani w skafandry EMU, opuścili wnętrze stacji przez śluzę Quest. Ich zadaniem była naprawa systemu chłodzenia ogniw fotowoltaicznych w segmencie P6 struktury kratownicowej. Astronauci zaizolowali jeden z radiatorów, dzięki czemu udało się powstrzymać wyciek amoniaku. Spacer kosmiczny zakończył się po 6 godzinach i 38 minutach o 19:07 UTC.

## Galeria

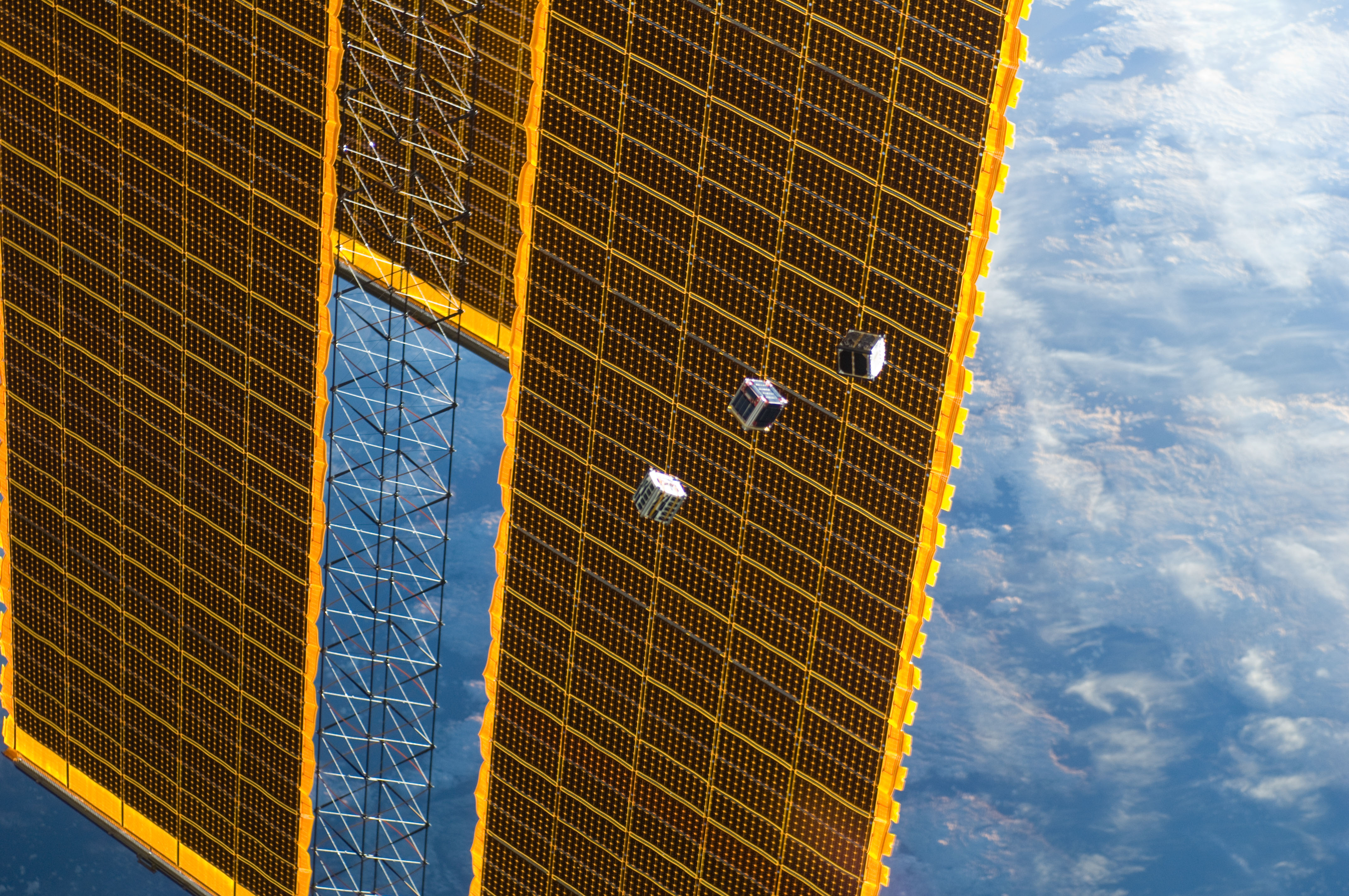
CubeSaty wypuszczone przez załogę Ekspedycji 33 na tle paneli baterii słonecznych
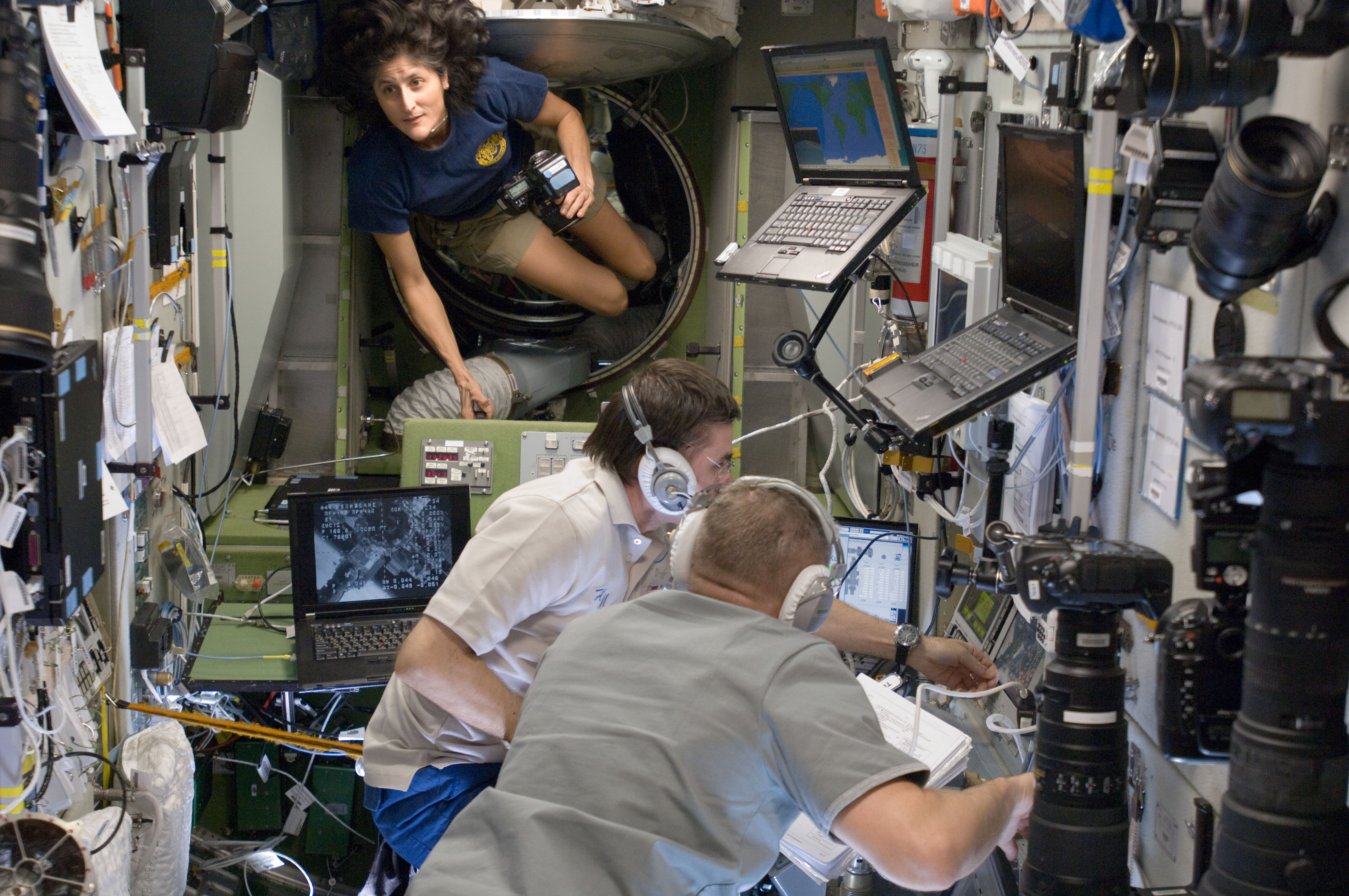
Jurij Malenczenko i Oleg Nowicki kontrolują manewr dokowania statku Progress przy pomocy systemu TORU w module Zwiezda
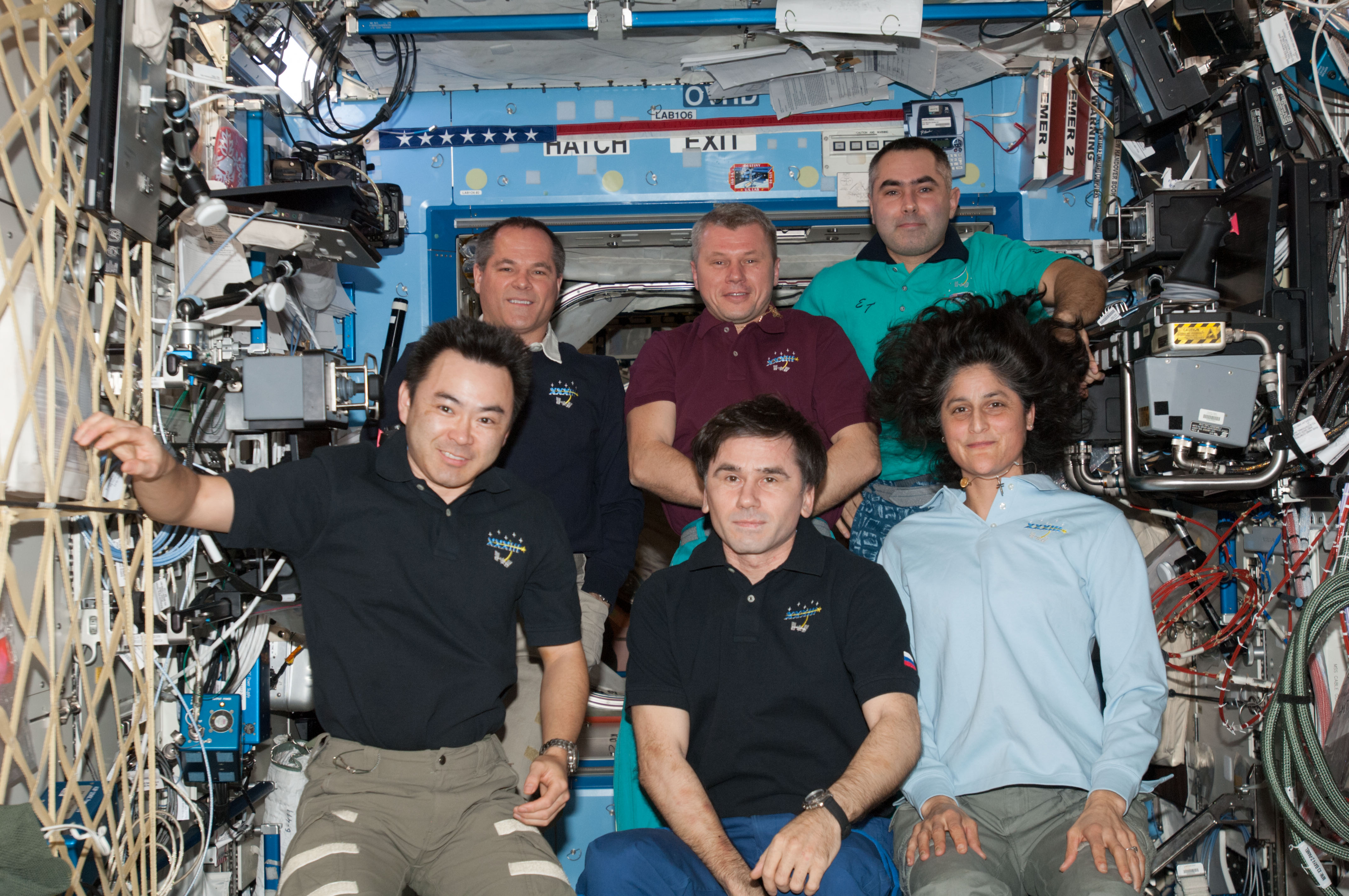
Załoga Ekspedycji 33 w module Destiny
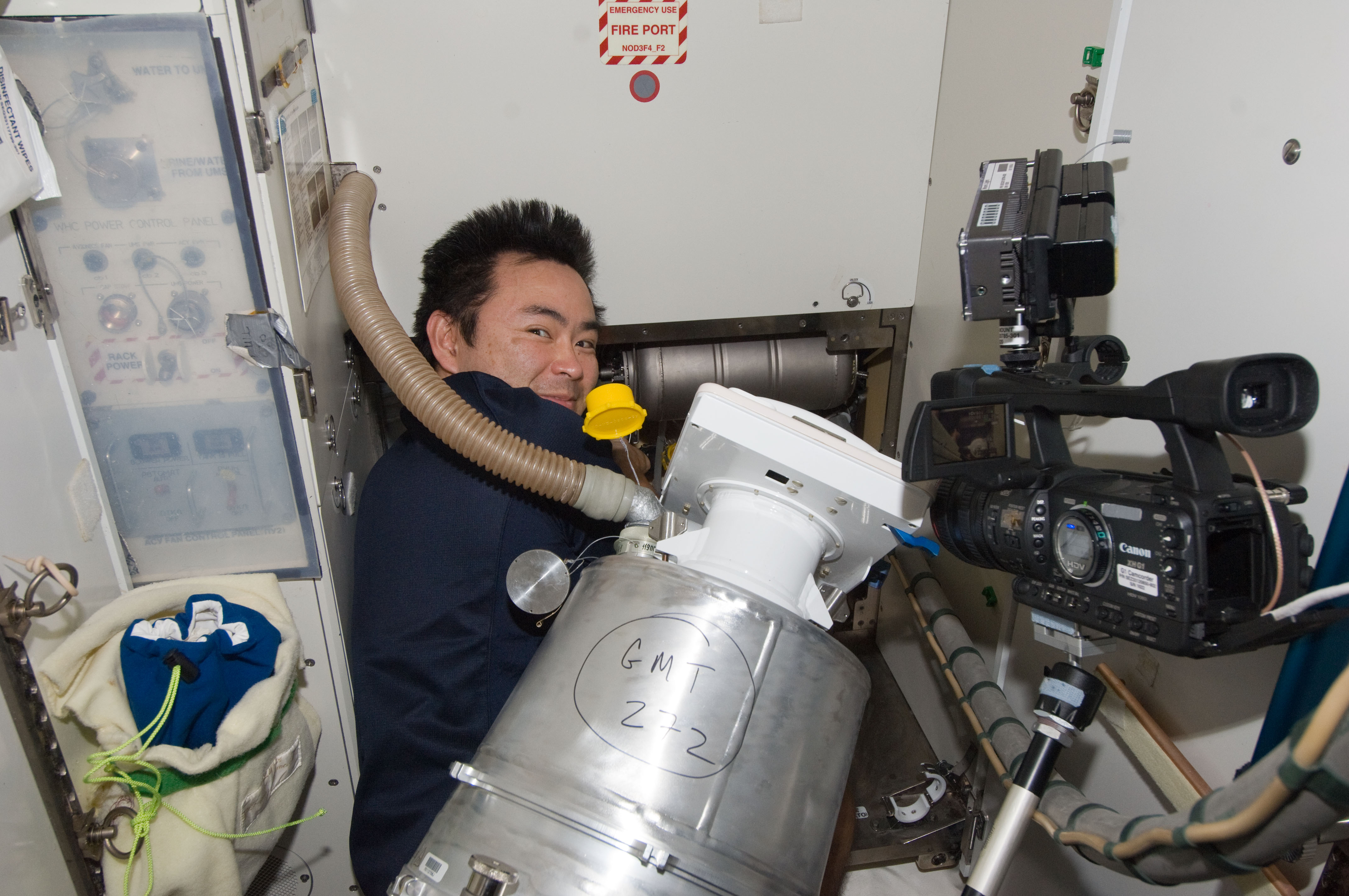
Akihiko Hoshide podczas wymiany zbiornika na nieczystości stałe toalety w module Tranquility
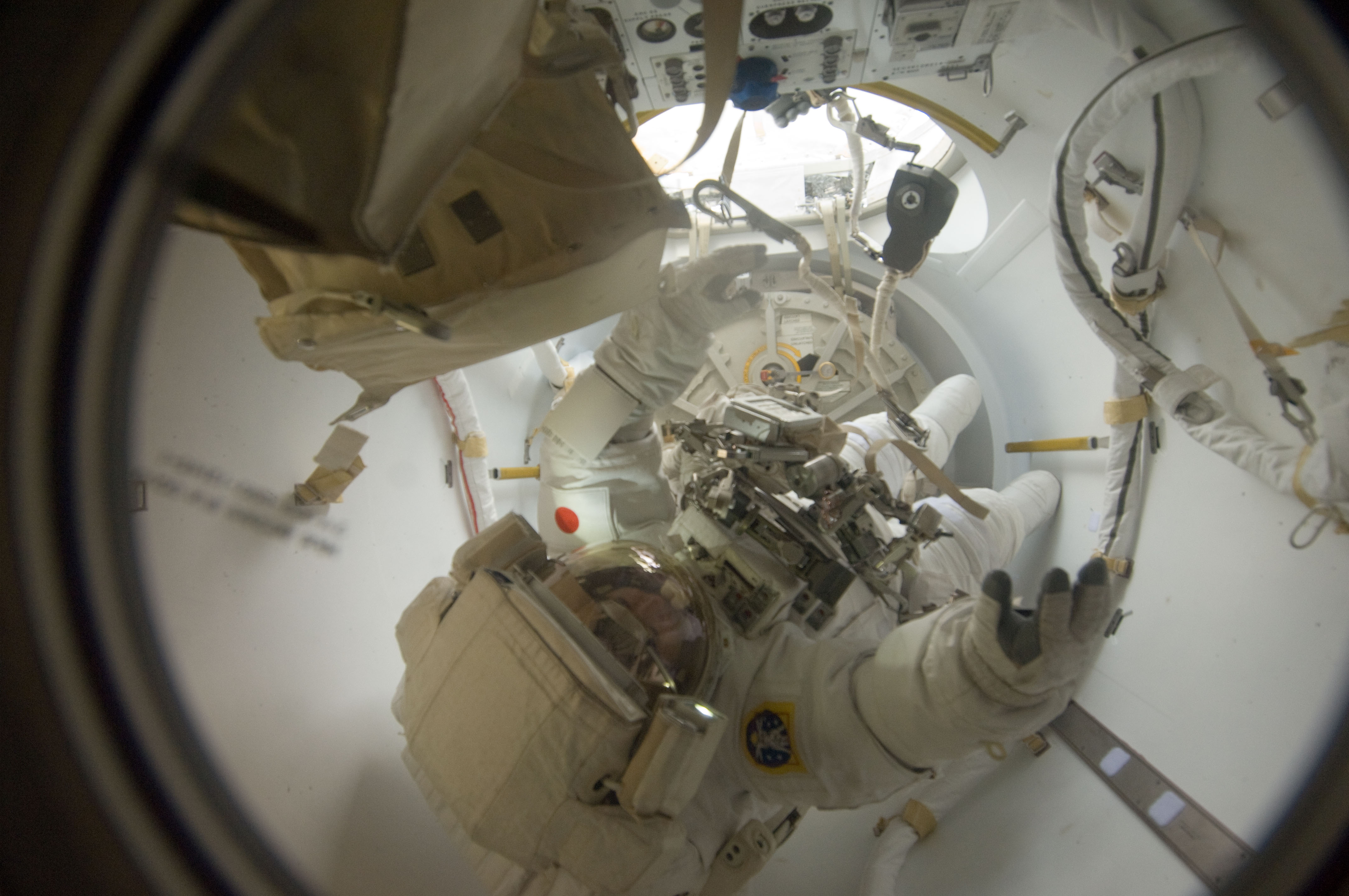
Akihiko Hoshide ubrany w skafander EMU w śluzie Quest po zakończonym spacerze kosmicznym
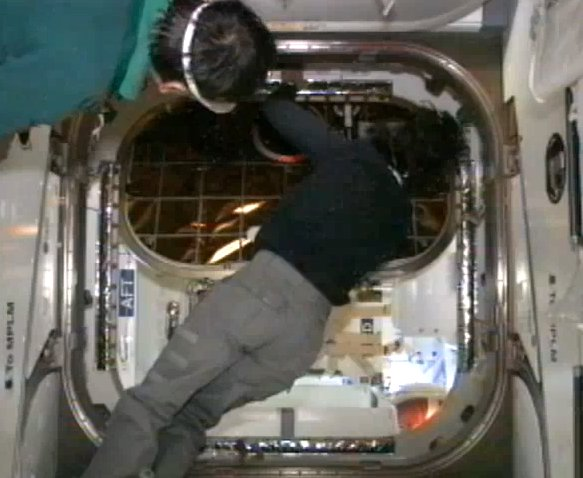
Sunita Williams otwiera właz do statku transportowego Dragon